# Hippaliosina adhaerens
Hippaliosina adhaerens är en mossdjursart som först beskrevs av Thornely 1906.  Hippaliosina adhaerens ingår i släktet Hippaliosina och familjen Hippaliosinidae. Inga underarter finns listade i Catalogue of Life.